# Watford Rural
Watford Rural est une paroisse civile du Hertfordshire, en Angleterre.